# 튀르키예의 경제
튀르키예의 경제는 IMF에 의하면 신흥 시장으로 분류가 된다. 튀르키예는 OECD 및 G20의 창립 회원국이며 E7 국가, EAGLE 및 NIC로 분류된다. 2023년 현재 튀르키예의 경제 규모는 명목 GDP 기준으로 세계 19위, PPP 기준으로는 11위이다. IMF에 따르면 튀르키예는 중상위 소득 혼합 시장 신흥 경제를 보유하고 있다. 이 나라는 농산물, 직물, 자동차, 운송 장비, 건축 자재, 가전제품, 가전제품 분야에서 세계 최고의 생산국 중 하나이다.
튀르키예의 명목 GDP는 2023년에 1조 2900억 달러로 정점을 찍었고, 1인당 명목 GDP는 2013년에 12,489달러로 정점을 찍었다. 튀르키예의 GDP(PPP)는 2023년에 3조 5730억 달러를 기록했고, 1인당 GDP(PPP)는 2023년에 41,412달러로 증가했다. 특히 현재 진행 중인 튀르키예 통화 및 부채 위기 동안 튀르키예 리라의 가치는 최근 튀르키예의 USD 기준 명목 GDP 수치 감소에 상당한 영향을 미쳤다. 높은 인플레이션은 2020년대 초반에도 계속 문제가 되고 있다.
지난 20년 동안 2000년 이후 고용 및 평균 소득이 증가하는 등 튀르키예 경제의 재정적, 사회적 측면에서 큰 발전이 있었다. 튀르키예는 최근 외부 및 내부 환경의 상당한 변화로 인해 경제 발전이 둔화되었다. 요인은 정부의 경제 개혁의 감소뿐 아니라. 환경론자들은 경제가 건설 및 계약 부문에 과도하게 의존하고 있다고 주장해 왔다. 레제프 타이이프 에르도안(Recep Tayyip Erdoğan) 대통령의 비정통적인 통화 정책은 최근 몇 년간 인플레이션을 증가시키고 통화 가치를 하락시켰다.

## 거시경제 동향
유럽 연합 통계국 데이터에 따르면, 구매력 기준으로 조정된 튀르키예의 1인당 GDP는 2018년 EU 평균의 64%였다. 튀르키예의 노동 참여율은 61.5%로 평균 참여율이 78%인 OECD 국가 중 가장 낮다. 2017년은 2년 연속으로 5,000명 이상의 고액 순자산 보유자(HNWI, 최소 100만 달러의 순 자산 보유자로 정의)가 튀르키예를 떠났으며, 그 이유는 정부의 언론 단속으로 인해 투자가 억제되고 통화 가치가 하락했기 때문이다.
튀르키예 경제의 오랜 특징은 낮은 저축률이다. 레제프 타이이프 에르도안(Recep Tayyip Erdoğan) 정부 하에서 튀르키예는 경상수지 적자를 엄청나게 늘려 2018년 1월까지 71억 달러에 이르렀고, 12개월 연속 적자는 516억 달러로 증가해 세계 최대 경상수지 적자 중 하나가 되었다. 경제는 민간 부문의 과잉 자금을 조달하기 위해 자본 유입에 의존해 왔으며, 튀르키예의 은행과 대기업은 종종 외화로 막대한 차입을 했다. 이러한 상황에서 튀르키예는 광범위한 경상수지 적자와 만기가 도래하는 부채에 자금을 조달하기 위해 연간 약 2,000억 달러를 찾아야 하며, 항상 유입이 줄어들 위험이 있어 총 외환 보유액이 850억 달러에 불과하다.
튀르키예는 2004년부터 정부 부채에 대해 EU의 "60% 마스트리히트 기준"을 충족해 왔다. 마찬가지로 2002년부터 2011년까지 예산 적자는 10% 이상에서 3% 미만으로 감소했는데, 이는 EU의 마스트리히트 기준 중 하나이다. 2010년 1월, 국제 신용 평가 기관인 무디스 투자자 서비스는 튀르키예의 등급을 한 단계 업그레이드했다. 2012년 신용평가사 피치(Fitch)는 18년 만에 튀르키예의 신용등급을 투자등급으로 격상시켰고, 이어 2013년 5월 신용평가사 무디스 투자자 서비스(Moody's Investors Service)도 튀르키예의 국채 등급을 최저 투자 등급으로 격상하면서 등급을 상향 조정했다. 무디스는 20년 만에 처음으로 튀르키예에 대한 투자 등급을 부여했으며, 서비스는 공식 성명에서 국가의 "주요 경제 및 공공 재정 지표의 최근 및 예상되는 미래 개선"이 등급 상승의 기초라고 밝혔다. 2018년 3월, 무디스는 튀르키예의 국채를 정크 등급으로 강등하면서 레제프 타이이프 에르도안(Recep Tayyip Erdoğan) 하의 견제와 균형이 약화될 것이라고 경고했다. 2018년 5월, 신용 평가 기관인 S&P는 튀르키예 리라 통화 매도세로 인해 인플레이션 전망에 대한 우려가 커졌다는 이유로 튀르키예의 부채 등급을 정크 영역으로 더욱 낮췄다.
튀르키예의 주가는 2009년 한 해 동안 거의 두 배나 올랐다. 2017년 5월 10일, 튀르키예 주식 시장의 벤치마크 지수인 보르사 이스탄불(BIST-100 지수)이 95,735포인트로 신기록을 세웠다. 2018년 1월 5일 기준으로 이 지수는 116,638포인트에 도달했다. 그러나 2018년 튀르키예 통화 및 부채 위기로 인해 5월 지수는 다시 100,000 아래로 떨어졌다. 6월 초 BIST-100 지수는 달러 기준으로 2008년 글로벌 금융위기 이후 최저 수준으로 떨어졌다.
2017년 OECD는 튀르키예가 2015~2025년 동안 OECD 회원국 중 연평균 성장률 4.9%로 가장 빠르게 성장하는 경제 중 하나가 될 것으로 예상했다. 2018년 5월, 무디스 투자자 서비스는 2018년 튀르키예 경제 성장 전망을 4%에서 2.5%로, 2019년에는 3.5%에서 2%로 낮췄다.
2013년 튀르키예에 관한 파이낸셜 타임즈 특별 보고서에 따르면, 튀르키예 기업 임원과 정부 관료들은 수출 성장을 달성하는 가장 빠른 경로는 전통적인 서구 시장 외부에 있다고 믿었다. 유럽연합은 튀르키예 전체 수출의 절반 이상을 담당했지만, 2013년에는 그 수치가 3분의 1 이하로 줄어들었다. 그러나 2018년에는 EU로 향하는 수출 비중이 다시 50%를 넘어섰다. 2017 외국인 투자 지수(Foreign Investment Index)에 따르면 튀르키예 기업의 외국인 직접 투자 유출은 지난 15년 동안 10배 증가했다.
레제프 타이이프 에르도안의 정책으로 많은 사업 동맹이 활발히 활동하고 있는 건설 부문에 활력을 불어넣으면서 튀르키예는 2018년 5월 현재 약 200만 채의 미분양 주택을 보유하고 있으며, 이는 연평균 신규 주택 판매의 3배에 해당하는 잔고이다. 2018년 튀르키예 통화 및 부채 위기는 2003년 이후 에르도안 정부가 주도한 성장 기간을 종식시켰으며, 이는 주로 신용 대출과 정부 지출에 힘입은 건설 붐을 기반으로 이루어졌다.
2018년 튀르키예는 통화 및 부채 위기를 겪었다. 튀르키예 리라(TRY) 가치 급락, 높은 인플레이션, 차입 비용 상승, 이에 따른 대출 불이행 증가 등이 특징이다. 이번 위기는 튀르키예 경제의 과도한 경상수지 적자와 외화부채에 더해 집권 정의개발당(AKP)의 권위주의 강화, 에르도안 대통령의 금리 정책에 대한 비정통적인 생각이 결합되면서 발생했다.
2018년 8월 10일, 그날 튀르키예 철강과 알루미늄에 대한 관세를 두 배로 인상하겠다는 도널드 트럼프의 트윗 이후 튀르키예 통화 리라가 급락했다. 그날 통화는 17% 약세를 보였으며 그때까지 달러 대비 가치가 거의 40% 하락했다. 리라화 폭락은 글로벌 시장에 파문을 일으켰고, 유로화에 더 많은 압력을 가했으며 전반적으로 신흥시장 통화에 대한 투자자들의 위험 회피를 증가시켰다. 8월 13일, 남아프리카공화국의 랜드화는 거의 10% 하락했는데, 이는 2016년 6월 이후 가장 큰 일일 하락폭이다. 리라 위기는 오래 전부터 혼란을 예고했던 튀르키예 경제에 대한 더 깊은 우려를 부각시켰다.
2018년 말, 튀르키예는 경기 침체에 빠졌다. 튀르키예 통계연구소는 2018년 4분기 튀르키예 경제가 전 분기 대비 2.4% 감소했다고 밝혔다. 이는 전 분기 대비 1.6% 하락한 데 따른 것이다. 2018년에는 미국 달러 대비 리라 가치가 30%까지 하락했다.
2019년 5월, 유럽부흥개발은행(EBRD)은 튀르키예 경제가 2020년에 약 2.5%까지 점진적인 성장 회복을 보일 것으로 보고된 경제 전망을 발표했다.
2022년 12월 공식 데이터에 따르면 튀르키예의 연간 인플레이션율은 10월에 85.51%로 24년 만에 최고치를 기록했다. 물가 상승에도 불구하고 중앙은행이 금리를 인하한 이후 이는 기대치를 약간 밑돌았다. 타이이프 에르도안(Tayyip Erdogan) 대통령이 오랫동안 모색해 온 완화 사이클에 따라 중앙은행이 금리를 인하하기 시작한 후 지난해 리라가 폭락한 이후 인플레이션이 급등했다. 2023년 6월, 튀르키예 최초의 여성 중앙은행 총재는 기준 금리를 8.5%에서 15%로 인상하여 인플레이션율을 낮게 유지하겠다는 레제프 타이이프 에르도안 대통령의 주장을 종식시켰다.

## 데이터
다음 표는 1980년부터 2021년까지의 주요 경제 지표를 보여준다(2022~2027년 IMF 직원 추정치 포함). 10% 미만의 인플레이션은 녹색으로 표시된다.
| 연도 | GDP (in Bil. US$PPP) | 일인당 GDP (in US$ PPP) | GDP (in Bil. US$nominal) | 일인당 GDP (in US$ nominal) | GDP 성장률 (real) | 인플레이션율 (%) | 실직률 (%) | 정부 부채 (GDP 중 %) |
| ---- | -------------------- | ----------------------- | ------------------------ | --------------------------- | ----------------- | ---------------- | ---------- | -------------------- |
| 1980 | 159.2                | 3,516.3                 | 96.6                     | 2,133.7                     | -0.8%             | 110.6%           | 7.2%       | n/a                  |
| 1981 | 181.9                | 3,926.5                 | 97.9                     | 2,113.1                     | 4.4%              | 36.4%            | 7.2%       | n/a                  |
| 1982 | 199.7                | 4,215.0                 | 88.9                     | 1,876.6                     | 3.4%              | 31.1%            | 7.6%       | n/a                  |
| 1983 | 217.4                | 4,486.2                 | 85.0                     | 1,753.3                     | 4.8%              | 31.3%            | 7.5%       | n/a                  |
| 1984 | 240.6                | 4,857.9                 | 82.6                     | 1,668.5                     | 6.8%              | 48.4%            | 7.4%       | n/a                  |
| 1985 | 258.8                | 5,116.5                 | 92.8                     | 1,835.2                     | 4.3%              | 44.5%            | 6.9%       | n/a                  |
| 1986 | 282.3                | 5,471.0                 | 102.3                    | 1,983.1                     | 6.9%              | 34.6%            | 7.7%       | n/a                  |
| 1987 | 318.3                | 6,051.1                 | 118.9                    | 2,260.7                     | 10.0%             | 38.9%            | 8.1%       | n/a                  |
| 1988 | 336.5                | 6,280.3                 | 125.0                    | 2,333.2                     | 2.1%              | 73.7%            | 8.7%       | n/a                  |
| 1989 | 350.6                | 6,427.2                 | 147.7                    | 2,707.9                     | 0.3%              | 63.3%            | 8.6%       | n/a                  |
| 1990 | 397.4                | 7,159.3                 | 207.5                    | 3,738.2                     | 9.3%              | 60.3%            | 8.0%       | n/a                  |
| 1991 | 414.7                | 7,344.8                 | 208.4                    | 3,691.4                     | 0.9%              | 66.0%            | 7.7%       | n/a                  |
| 1992 | 449.5                | 7,831.6                 | 219.2                    | 3,818.8                     | 6.0%              | 70.1%            | 7.9%       | n/a                  |
| 1993 | 497.2                | 8,523.4                 | 248.6                    | 4,261.6                     | 8.0%              | 66.1%            | 8.4%       | n/a                  |
| 1994 | 480.1                | 8,101.2                 | 179.4                    | 3,026.7                     | -5.5%             | 104.5%           | 8.0%       | n/a                  |
| 1995 | 525.4                | 8,729.4                 | 233.6                    | 3,880.9                     | 7.2%              | 89.6%            | 7.1%       | n/a                  |
| 1996 | 572.5                | 9,368.7                 | 250.5                    | 4,099.2                     | 7.0%              | 80.2%            | 6.1%       | n/a                  |
| 1997 | 626.2                | 10,096.0                | 261.9                    | 4,221.9                     | 7.5%              | 85.7%            | 6.3%       | n/a                  |
| 1998 | 652.8                | 10,376.8                | 275.8                    | 4,384.5                     | 3.1%              | 84.7%            | 6.4%       | n/a                  |
| 1999 | 640.4                | 10,035.0                | 256.6                    | 4,020.3                     | -3.3%             | 64.9%            | 7.2%       | n/a                  |
| 2000 | 700.3                | 10,819.4                | 274.3                    | 4,238.0                     | 6.9%              | 55.0%            | 6.0%       | 51.3%                |
| 2001 | 674.9                | 10,288.1                | 202.2                    | 3,082.9                     | -5.8%             | 54.2%            | 7.8%       | 75.5%                |
| 2002 | 729.6                | 10,988.4                | 240.2                    | 3,617.2                     | 6.4%              | 45.1%            | 9.8%       | 71.5%                |
| 2003 | 786.9                | 11,712.5                | 314.8                    | 4,684.7                     | 5.8%              | 25.3%            | 9.9%       | 65.2%                |
| 2004 | 887.2                | 13,045.3                | 409.1                    | 6,015.7                     | 9.8%              | 8.6%             | 9.7%       | 57.2%                |
| 2005 | 997.3                | 14,483.1                | 506.2                    | 7,350.9                     | 9.0%              | 8.2%             | 9.2%       | 50.2%                |
| 2006 | 1,099.5              | 15,768.3                | 555.1                    | 7,961.1                     | 6.9%              | 9.6%             | 8.7%       | 44.2%                |
| 2007 | 1,186.2              | 16,804.9                | 680.5                    | 9,640.6                     | 5.0%              | 8.8%             | 8.9%       | 37.8%                |
| 2008 | 1,218.8              | 17,042.0                | 770.8                    | 10,778.1                    | 0.8%              | 10.4%            | 9.8%       | 37.7%                |
| 2009 | 1,167.4              | 16,089.1                | 648.8                    | 8,941.4                     | -4.8%             | 6.3%             | 13.0%      | 43.4%                |
| 2010 | 1,281.0              | 17,376.4                | 776.6                    | 10,533.5                    | 8.4%              | 8.6%             | 11.0%      | 39.7%                |
| 2011 | 1,454.1              | 19,459.8                | 838.5                    | 11,221.4                    | 11.2%             | 6.5%             | 9.0%       | 36.1%                |
| 2012 | 1,550.7              | 20,504.4                | 880.1                    | 11,637.9                    | 4.8%              | 8.9%             | 8.3%       | 32.4%                |
| 2013 | 1,703.7              | 22,221.4                | 957.5                    | 12,489.0                    | 8.5%              | 7.5%             | 8.9%       | 31.1%                |
| 2014 | 1,860.5              | 23,945.5                | 938.5                    | 12,079.3                    | 4.9%              | 8.9%             | 9.9%       | 28.4%                |
| 2015 | 2,022.9              | 25,691.1                | 864.1                    | 10,973.6                    | 6.1%              | 7.7%             | 10.3%      | 27.3%                |
| 2016 | 2,116.2              | 26,513.6                | 869.3                    | 10,891.2                    | 3.3%              | 7.8%             | 10.9%      | 27.9%                |
| 2017 | 2,282.3              | 28,242.5                | 858.9                    | 10,628.9                    | 7.5%              | 11.1%            | 10.9%      | 27.9%                |
| 2018 | 2,406.5              | 29,345.6                | 779.7                    | 9,508.0                     | 3.0%              | 16.3%            | 10.9%      | 30.1%                |
| 2019 | 2,468.7              | 29,688.0                | 759.5                    | 9,132.9                     | 0.8%              | 15.2%            | 13.7%      | 32.6%                |
| 2020 | 2,546.9              | 30,460.5                | 720.1                    | 8,612.3                     | 1.9%              | 12.3%            | 13.1%      | 39.7%                |
| 2021 | 2,953.9              | 34,883.5                | 817.5                    | 9,654.1                     | 11.4%             | 19.6%            | 12.0%      | 41.8%                |
| 2022 | 3,321.0              | 38,759.4                | 853.5                    | 9,961.1                     | 5.0%              | 64.27%           | 10.8%      | 37.5%                |
| 2023 | 3,543.5              | 40,882.7                | 941.6                    | 10,863.0                    | 3.0%              | 51.2%            | 10.5%      | 37.7%                |
| 2024 | 3,726.4              | 42,515.6                | 1,037.9                  | 11,841.1                    | 3.0%              | 24.2%            | 10.5%      | 39.6%                |
| 2025 | 3,907.7              | 44,101.6                | 1,134.0                  | 12,798.0                    | 3.0%              | 17.2%            | 10.5%      | 42.2%                |
| 2026 | 4,102.7              | 45,818.0                | 1,239.1                  | 13,837.7                    | 3.0%              | 15.4%            | 10.5%      | 44.6%                |
| 2027 | 4,308.5              | 47,628.4                | 1,354.3                  | 14,971.4                    | 3.0%              | 15.0%            | 10.5%      | 45.3%                |

## 주요 경제 분야

### 농업 분야
현재 튀르키예 국토 중에서 농경지로 사용되고 있는 면적의 비율이 약 50%가 되며, 2011년 기준으로 경작가능한 농경지의 면적은 3,824만 헥타르가 되고, 이 중에서 곡류를 재배하는 면적은 1,927만 헥타르, 목초지는 1,461만 헥타르, 임목은 2,153만 헥타르, 과일은 182만 헥타르에 이른다. 튀르키예의 국토 면적은 대한민국의 면적의 8배에 이르는데 비하여 농업의 형태는 부농 중심이 아니라 소규모로 경작지를 재배하고 수확하는 소농 중심의 농업 형태를 가지고 있고, 농업 기술과 관개 시설이 낙후되어 농업 생산성은 낮은 편이다. 그러나 전체 인구 중에서 농업에 종사하고 있는 인구는 20%에 이르며, 이는 2015년을 기준으로 대한민국에서 농업에 종사하고 있는 비율이 6.30%인 점으로 보아 대한민국보다 농업 인구 비율이 거의 4배가량 높은 편이고, 튀르키예의 국민총생산량에서 농업이 차지하고 있는 비율은 34%이고 수출의 83.7%가 농산물을 차지하고 있다는 점에서 튀르키예 경제에서 농업이 차지하고 있는 비중은 높다. 2011년을 기준으로 튀르키예에서는 밀, 보리, 옥수수, 쌀 등의 곡물을 재배하였고, 밀은 2,180만톤을 생산하여 튀르키예 내에서 자급하고 있으며, 옥수수는 420만톤, 사탕무우는 1,626만톤을 생산하였다. 축산업은 농업 총생산량의 25%를 차지하고 있어서 중요한 농가소득이며, 사육되고 있는 가축은 주로 양, 염소, 소 등이다. 2011년을 기준으로 튀르키예가 보유한 농기계는 종류별로 보면, 콤바인 수확기는 14만대, 파종기는 19만 6천대, 탈곡기는 18만 8천대, 트랙터가 112만대 등을 보유하고 있고, 비료의 총사용량은 질소가 907만톤, 질소가 599만톤, 인산이 288만톤, 가리가 19만톤이다.

### 산업 분야

#### 가전제품 및 가전제품
튀르키예의 베스텔은 유럽 최대의 TV 생산업체로, 2006년 유럽 대륙에서 제조 및 판매된 전체 TV 세트의 4분의 1을 차지했다. 2005년 1월까지 베스텔과 경쟁사인 튀르키예 전자 및 백색 가전 브랜드 베코 (기업)는 전체 TV의 절반 이상을 차지했다. 또 다른 튀르키예 전자 브랜드인 프로필로 텔라(Profilo Telra)는 2005년 유럽에서 세 번째로 큰 TV 생산업체였다. 가전제품 분야에서 튀르키예 기업의 EU 시장 점유율은 EU와 튀르키예 간에 체결된 관세 동맹 협정 이후 크게 증가했다. 컬러 TV 부문의 경우 1995년 5%에서 2005년에는 50% 이상, 디지털 장치에서는 3%에서 15%, 백색 가전에서는 3%에서 18%로 늘어났다.

#### 직물 및 의류
튀르키예 기업들은 2006년에 139억 8천만 달러 상당의 의류를 수출했다. 106억 7천만 달러 이상(76.33%)이 EU 회원국으로 수출되었다.
퇴르키예의 최대 패션 브랜드가 여럿 존재한다. (Vakko, Beymen, Yargıcı, Mavi Jeans, Ipekyol, Les Benjamins, Colin's, Nocturne, LC Waikiki, Derimod, DESA, Koton)

#### 자동차 및 자동차 제품
튀르키예 경제의 제조 부문에서 중요한 역할을 하는 튀르키예의 자동차 산업은 2021년에 1,276,140대의 자동차를 생산하여 세계 13위의 생산업체로 선정되었다. TEMSA, 오토카르 및 BMC와 같은 튀르키예 자동차 회사는 세계 최대의 밴, 버스 및 트럭 제조업체 중 하나이다. 토그(튀르키예의 자동차 합작 투자 그룹사)는 튀르키예 최초의 완전 전기 자동차 회사이다.
자동차 산업은 1960년대 후반부터 경제의 중요한 부분을 차지했다. 해당 부문에서 운영되는 회사는 주로 마르마라 지역에 위치하고 있다. 자동차 제조업체 및 부품 공급업체 클러스터를 통해 튀르키예 자동차 부문은 글로벌 생산 기지망의 필수적인 부분이 되었으며, 2008년에는 229억 4천만 달러 이상의 자동차 및 부품을 수출했다.
생산 공장을 갖춘 글로벌 자동차 제조업체로는 피아트/토파쉬, Oyak-Renault, 현대자동차, 토요타 자동차, 혼다 및 포드 모터 컴퍼니/오토산(Otosan)이 있다. TEMSA, 오토카르 및 BMC와 같은 튀르키예 자동차 회사는 세계 최대의 밴, 버스 및 트럭 제조업체 중 하나이다. 토그는 EV 생산을 위해 2018년에 설립된 튀르키예의 새로운 자동차 회사이다. 부르사주 젬릭에 있는 토그 공장은 튀르키예 공화국 건국 99주년인 2022년 10월 29일에 개장했다.
트럭과 버스를 포함한 튀르키예의 연간 자동차 수출은 해외 자동차 제조업체의 신모델 투자와 주요 유럽 시장의 회복으로 출하량이 증가함에 따라 2016년 처음으로 100만 대를 넘어섰다. 업계 단체인 자동차제조협회(OSD)에 따르면 튀르키예는 2016년에 114만 대를 수출했는데, 이는 전년 대비 15% 증가한 수치이다. 자동차 수출이 4년 연속 사상 최대치를 기록했다. 2016년 생산량은 전년 대비 9% 증가한 148만개로 2년 연속 신기록을 세웠다. 튀르키예에서 생산된 자동차의 약 80%가 수출되었다.

#### 다중 열차, 기관차 및 마차
TÜLOMSAŞ(1894), TÜVASAŞ(1951) 및 EUROTEM(2006)은 고속 EMU 및 DMU 모델을 포함하여 튀르키예의 다중 단위 열차, 기관차 및 왜건을 생산하는 주요 생산업체 중 하나이다.
보잔카야(Bozankaya)는 앙카라의 지하철, 트램, 트롤리버스 차량을 포함한 철도 차량을 생산하는 튀르키예 제조업체이다.

#### 방위산업
튀르키예에는 현대 무기 제조업체가 많이 있다. 2014년 연간 수출액은 16억 달러에 달했다. MKEK, TAI, 아셀산(Aselsan), 로케산(Roketsan), FNSS, 누롤 마키나(Nurol Makina), 오토카르 및 하벨산(Havelsan)이 주요 제조업체이다. 2002년 7월 11일, 튀르키예는 F-35 JSF(Joint Strike Fighter) 개발 프로그램의 레벨 3 파트너가 되었다. TAI는 튀르키예 공군을 위한 F-16 파이팅 팰컨과 같은 다양한 항공기 유형과 모델을 제작한다. 튀르키예는 최근 튀르키예군이 사용할 0.8m 해상도 정찰 위성(Project Göktürk-1)과 튀르키예 국가 정보국이 사용할 2m 해상도 정찰 위성(Project Göktürk-2)을 포함하여 국내에서 제작한 새로운 군사/정보 위성을 발사했다.

#### 철강산업
튀르키예는 철강 생산량 기준 국가 목록에서 8위를 차지했다. 2013년 총 철강 생산량은 2,900만 톤이었다. 튀르키예의 조강 생산량은 2011년 3,410만 톤으로 사상 최고치를 기록했다. 주목할만한 생산업체(200만 톤 이상)와 최고의 철강 생산 기업 중 하나이다.

#### 과학과 기술
TÜBİTAK는 튀르키예의 과학, 기술 및 혁신 정책을 개발하는 선도적인 기관이다. TÜBA는 튀르키예에서 과학 활동을 촉진하기 위해 활동하는 자율적인 학술 협회이다. TAEK는 튀르키예의 공식 원자력 에너지 기관이다. 그 목표에는 원자력에 관한 학문적 연구와 평화로운 핵 도구의 개발 및 구현이 포함된다.
군사 기술 연구 및 개발을 담당하는 튀르키예 정부 기업으로는 튀르키예항공우주산업, ASELSAN, HAVELSAN, ROKETSAN, MKE 등이 있다. 튀르키예 위성 조립, 통합 및 테스트 센터는 국방부가 소유하고 튀르키예 항공우주 산업이 운영하는 우주선 생산 및 테스트 시설이다. 튀르키예 우주 발사 시스템(Turkish Space Launch System)은 튀르키예의 위성 발사 능력을 개발하기 위한 프로젝트이다. 우주항 건설, 위성 발사체 개발, 원격 지구국 구축 등이 포함된다.

### 건설 및 도급 부문
튀르키예 건설 및 계약 산업은 다수의 기업으로 구성되어 있으며 그 중 가장 큰 기업은 규모 기준으로 세계 40위를 기록했다. 엔지니어링 뉴스 레코드(Engineering News-Record)에서 작성한 국제 계약자 목록ㅔ 따르면 2016년에는 총 39개의 튀르키예 건설 및 계약 회사가 상위 250위 안에 포함되었다.
튀르키예 건물 중 절반 이상이 주택 규정을 위반하고 있다. 불법 건설 건물을 등록하기 위한 사면 프로그램으로 31억 달러의 수익이 발생했지만 안전 문제는 대체로 남아 있다. 2019년 2월 중순, 사면 대상으로 등록된 8층짜리 건물이 무너져 21명이 사망했다. 튀르키예는 강한 지진이 발생하기 쉽기 때문에 낮은 건축 품질이 더욱 우려된다.

### 서비스 분야

#### 교통
2023년 1분기는 튀르키예 경제에 긍정적인 회복 조짐을 가져왔다. 튀르키예 통계청(TurkStat)의 최신 데이터에 따르면 튀르키예의 국내총생산(GDP)은 올해 첫 3개월 동안 전년 대비 6.7% 성장했다.
이러한 성장은 특히 건설 및 제조업 분야의 내수 증가에 크게 기인한다. 또한, 1분기 수출도 전년 동기 대비 12.2% 증가하는 등 증가세를 이어가고 있다.
이러한 회복에는 정부가 다양한 경기부양책과 개혁을 통해 경기를 부양하려는 노력도 한몫했다. 비즈니스 환경 개선, 관료적 절차 축소 등 구조 개혁의 시행으로 더 많은 외국인 투자가 유치되고 투자자 신뢰도가 높아졌다.
하지만 여전히 높은 인플레이션과 실업률 등 해결해야 할 과제가 남아있다. 인플레이션은 2023년 3월 61.04%로 사상 최고치를 기록했고, 실업률은 여전히 10%를 웃돌고 있다. 이러한 과제는 경제를 강화하고 지속 가능한 성장을 보장하기 위한 지속적인 노력의 필요성을 강조한다.
2013년 튀르키예에는 22개의 국제공항을 포함해 98개의 공항이 있었다. 국제공항협의회(Airports Council International)에 따르면 2015년 현재 이스탄불 아타튀르크 공항은 2014년 1월부터 7월까지 31,833,324명의 승객을 수용하며 세계에서 11번째로 바쁜 공항이다. 이스탄불의 새로운(세 번째) 국제공항은 연간 1억 5천만 명의 승객을 수용할 수 있는 세계 최대 규모의 공항이 될 예정이다.
국영 기업인 튀르키예 국영 철도는 세계에서 23번째로 긴 12,740km의 철도 네트워크를 운영하고 있다. 2003년부터 튀르키예 국영철도는 고속철도 노선에도 투자해 왔으며, 이 노선의 길이는 2,175km(1,353마일)로 세계에서 9번째로 길다.
2010년 기준 고속도로 2,080km, 분할고속도로 16,784km를 포함해 총 426,951km의 도로망을 보유하고 있다.
2010년 기준 튀르키예 상선에는 1,199척(604척이 자국에 등록되어 있음)이 있으며 이는 세계 7위이다. 튀르키예의 해안선에는 항해가 가능한 수로가 1,200km에 달한다.
2008년에는 7,555km(4,694마일)의 천연가스 파이프라인과 3,636km(2,259마일)의 석유 파이프라인이 이 나라 영토에 걸쳐 있었다.

### 통신
2008년 현재 튀르키예에는 17,502,000개의 유선전화가 운영되고 있으며 이는 세계 18위이다. 반면 국내 등록 휴대전화 수는 6582만4000대로 같은 해 세계 15위를 기록했다. 최대 유선 전화 사업자는 튀르키예 최대 인터넷 서비스 제공업체인 TTNET을 소유하고 있는 튀르크 텔레콤(Türk Telekom)이다. 튀르키예 최대 휴대 전화 사업자는 투르크셀(Turkcell), 보다폰 터키(Vodafone Turkey), 아베아(Avea) 및 TTNET Mobil이다.
통신 자유화 과정은 2004년 통신청 창설 이후 시작되어 여전히 진행 중이다. 민간 부문 기업은 이동 전화, 장거리 전화 및 인터넷 접속 분야에서 운영된다. 추가적인 디지털 교환으로 인해 가입자가 급격히 증가하고 있다. 광섬유 케이블과 디지털 마이크로파 무선 중계를 모두 사용하는 기술적으로 진보된 도시 간 간선 네트워크의 구축은 도시 중심 간 통신을 촉진하고 있다.
국내 위성 시스템을 통해 국가의 외딴 지역까지 도달할 수 있으며 이동전화 서비스 가입자 수가 급속히 증가하고 있다.
주요 국제전화 서비스는 SEA-ME-WE 3 해저 통신 케이블과 튀르키예, 이탈리아, 그리스, 이스라엘, 불가리아, 루마니아, 러시아를 연결하는 지중해 및 흑해의 해저 광섬유 케이블을 통해 제공된다. 2002년에는 12개의 인텔샛(Intelsat) 위성 지구국이 있었다. 인마샛 및 유텔샛 시스템에는 328개의 모바일 위성 단말기가 있다.
튀르크샛(Türksat) A.Ş.는 튀르크샛 위성 시리즈를 제어하는 튀르키예의 주요 통신 위성 운영업체이다. Göktürk-1, Göktürk-2 및 Göktürk-3은 튀르키예 국방부가 운영하는 튀르키예의 정찰용 지구 관측 위성이다. BILSAT-1 및 RASAT는 TÜBİTAK 우주 기술 연구소(Turkish Aerospace Industries 및 Aselsan과 함께)가 운영하는 과학 관측 위성으로 튀르키예 위성 생산에도 참여한다.
2001년 현재 전국에는 AM 16개, FM 107개, 단파 라디오 방송국 6개가 있다.
2015년 기준으로 튀르키예의 인터넷 사용자 수는 42,275,017명으로 세계 15위이다. 2012년 기준으로 국내 인터넷 호스트 수는 709만3000명으로 세계 16위다.

#### 관광
2019년 튀르키예는 해외 관광객 수 기준으로 세계 6위를 차지했으며, 5,120만 명의 외국인이 튀르키예를 방문했다. 수년에 걸쳐 튀르키예는 그리스, 이탈리아, 스페인과 경쟁하면서 많은 유럽인들에게 인기 있는 관광지로 떠올랐다. 안탈리아(Antalya)와 물라(Muğla)(튀르키예 리비에라에 위치)와 같은 지방의 리조트는 사이에서 매우 인기가 있다.

## 같이 보기
- 국부